# سیارک ۳۳۲۶
سیارک ۳۳۲۶ (به انگلیسی: 3326 Agafonikov، نامگذاری:1985FL) سه هزار و سیصد و بیست و ششمین سیارک کشف شده‌است که در ۲۰ مارس ۱۹۸۵ کشف شد.
قدر مطلق سیارک برابر ۱۲٫۸۰ است.